# ستيفن غاردينر
ستيفن غاردينر (بالإنجليزية: Stephen Gardiner)‏ هو قاضي وسياسي إنجلتري، ولد في 1497 في المملكة المتحدة، وتوفي في 12 نوفمبر 1555 في لندن في المملكة المتحدة. انتخب Bishop of Winchester ‏ وانتخب أسقف.

## روابط خارجية
- ستيفن غاردينر على موقع الموسوعة البريطانية (الإنجليزية)
- ستيفن غاردينر على موقع إن إن دي بي (الإنجليزية)